# Rafael Montero
Rafael Montero (Ciutat de Mèxic, 9 d'octubre de 1953) és un guionista i director de cinema mexicà, reconegut com un dels impulsors de l'anomenat Nou Cinema Mexicà. Destaca pels seus llargmetratges de ficció Cilantro y perejil, El costo de la vida i Corazones rotos. Ha escrit i dirigit programes de televisió, curtmetratges, comercials, documentals i llargmetratges de ficció. També ha participat com a jurat i ponent en festivals, concursos, congressos i seminaris internacionals. Del 2006 al 2008 va ser membre del consell directiu de la SOGEM, com a director de la branca de cinema i des del 2008 és membre actiu de l'Acadèmia Mexicana d'Arts i Ciències Cinematogràfiques.

## Biografia

### Primers anys
Va viure la seva infància a la Colonia San Rafael de la Ciutat de Mèxic. Fill de l'enginyer de ferrocarrils Rafael Montero Márquez i d'Alicia García Betancourt. Des dels anys setanta, en l'adolescència, es va integrar al moviment fílmic contracultural dels superocheros, en el qual joves creadors van començar a crear cintes independents de baix pressupost amb un alt contingut social i polític, que reflectia el context post-68.
Aquesta generació, formada per autors com Sergio García, Gabriel Retes, Alfredo Gurrola i el mateix Montero, va realitzar una sèrie de treballs fílmics que es van presentar en circuits universitaris, en els concursos de cinema experimental o cinema independent i en festivals locals. Entre els treballs de Montero destaquen Chuchulucos y arrumacos para burgueses i Enamorado fantástico de plástico, que retraten els temes de la alliberament sexual i l'existència utilitzant música de bandes psicodèliques de l'època.
Posteriorment, Rafael Montero va fer estudis de cinematografia al CUEC (Centro Universitario de Estudios Cinematográficos de la Universitat Nacional Autònoma de Mèxic), de 1973 a 1978, on va tenir com a companys a cineastes com José Luis García Agraz.
En aquests anys, va treballar com a assistent de la màquina d'efectes òptics en la companyia Roberto de la Rosa, S.A; com a fotògraf de documentals produïts i transmesos pel Canal 13 de televisió de la Ciutat de Mèxic i com a assistent del director Antxon Ezeiza, a la pel·lícula Mina, viento de libertad (1976).
El 1979 l'Academia Mexicana de Artes y Ciencias Cinematográficas va nominar-lo al Premi Ariel a la millor opera prima la seva pel·lícula de tesi Adiós, David. En els anys vuitanta, va realitzar per a l'Instituto Nacional Indigenista documentals etnogràfics, entre els quals destaquen El eterno retorno, Testimonio de los indios kikapú i Casas Grandes: Una aproximación a la gran chichimeca, que va rebre el Premi Ariel al millor documental de 1988. També als vuitanta va dirigir la sèrie Frontera Norte, produïda per la Unidad de Televisión Educativa y Cultural de la Secretaría de Educación Pública.

### Carrera professional
El costo de la vida va marcar el seu debut com a guionista i director en la indústria del cinema, i va obtenir bons resultats tant en la taquilla com amb la crítica; va ser nominada en diverses categories per als premis Diosas de Plata i Ariel. Va participar en diverses mostres i festivals tant nacionals com internacionals. En aquesta cinta apareix tocant en viu el grup La Maldita Vecindad, que començava a donar-se a conèixer en els vuitanta.
En els anys noranta, va dirigir programes de la sèrie de culte La hora marcada juntament amb altres cineastes reconeguts, com Alfonso Cuarón, Guillermo del Toro i Emmanuel Lubezki.
Entre 1990 i 1995, va dirigir per a Televisa cinc pel·lícules de llargmetratge, entre les quals destaquen Una buena forma de morir i Ya la hicimos, una de les pel·lícules més taquilleres de 1993. A més va participar també com a guionista i director en programes culturals produïts pel Conaculta, el Canal 22 i TV UNAM.
El 1996 va dirigir Cilantro y perejil, per la qual va obtenir quatre nominacions per al Premi Herald, nou per les Diosas de Plata i setze a l'Ariel. I va rebre, entre altres premis, el Premi Ariel a la millor pel·lícula, al millor director, millor guió, millor edició i millor música. I la Taquilla d'Or de la Cámara Nacional de la Industria Cinematográfica, per ser la pel·lícula mexicana més taquillera de l'any 97.
Cilantro y perejil va participar en més de 30 festivals i mostres internacionals de cinema; va obtenir el Panambi a la millor pel·lícula per vot popular en el 9è Festival Internacional d'Asunción, Paraguai. Aquesta cinta va ser una de les principals representants del cinema mexicà de la dècada dels noranta perquè, a part del seu renom internacional, va contribuir a conciliar al públic amb el cinema nacional i a portar nous ulls a les sales de cinema del país.
Entre 1997 i 1999, va col·laborar a l'Editorial Clío, presidida per l'historiador Enrique Krauze, i va realitzar documentals per a la sèrie México Siglo XX, que es va transmetre pel Canal 2 de Televisa. Els seus capítols més destacats són una sèrie de documentals sobre rock mexicà titulats Yo no era un rebelde i La célula que se explota.
En el 2000, l'Alt Comissionat de les Nacions Unides per als Refugiats (ACNUR), li va encomanar la realització dels vídeos: México, tradición de asilo y refugio i Mujeres guatemaltecas refugiadas en México.
Després d'anys d'absència en la pantalla gran, en 2000 va escriure i va dirigir la pel·lícula Corazones rotos, protagonitzada per Lorena Rojas, Verónica Merchant, Rafael Sánchez Navarro i Odiseo Bichir. Aquesta cinta, que destaca per tenir una complexa narrativa dramàtica, va participar en més de 20 festivals i mostres internacionals de cinema.
El 2002 dirigeix la pel·lícula de comèdia Dame tu cuerpo, amb Luz María Zetina i Rafael Sánchez Navarro, ue tracta sobre un home que passa un embolic amorós, perquè l'ànima de la dona que mestressa es fica en el cos del seu millor amic i viceversa.
En 2003, va finalitzar el llargmetratge documental No tuvo tiempo, La Hurbanistoria de Rockdrigo, produït per Volcán Producciones, Canal 22 i Ediciones Pentagrama. Aquest documental va treure de nou a la llum al difunt roquer Rodrigo González, qui per molt de temps va romandre com un músic de culte i que es va convertir en un de les icones de la cultura urbana de la Ciutat de Mèxic.
En 2004, va escriure i va dirigir el llargmetratge documental de denúncia social Preguntas sin respuesta: Los asesinatos y desapariciones de mujeres en Ciudad Juárez y Chihuahua. Aquest treball va guanyar el 2005 els premis Pantalla de Cristal al millor documental, al millor director, al millor guió i a la millor edició, i el premi al meillr documental al Binational Independent Film Festival. El 2006, el Broze Remi Award, al Houston International Film Festival i el Premi Videoamerica, al Festival del Cinema Llatinoamericà de Trieste, Itàlia.
Durant 2010, va escriure i va dirigir el llargmetratge de comèdia La cama, protagonitzat per Rebecca Jones, Sergio Mayer, Daniel Martínez, Liz Gallardo i Lilia Aragón.
El 2011 va concloure el llargmetratge Los amorosos, filmat a l'estat de Chiapas, qque va escriure i va dirigir inspirat en els poemes de Jaime Sabines.
Va dirigir la comèdia Fachon Models, estrenada en 2014 i protagonitzada per Adriana Louvier, Héctor Jiménez i Eugenio Bartilotti, i la producció de la qual va ser a càrrec de Rodrigo Trujillo, fill de l'actor Valentín Trujillo Gazcón. La cinta va tenir bona rebuda comercial.
Es troba preparant l'estrena de la seva cinta Rumbos paralelos, distribuïda per Videocine.

## Filmografia

### Llargometratges
| Any  | Pel·lícula                                                                                       | Rol      | Rol       | Rol       | Rol    | Rol |
| Any  | Pel·lícula                                                                                       | Director | Guionista | Productor | Editor |     |
| ---- | ------------------------------------------------------------------------------------------------ | -------- | --------- | --------- | ------ | --- |
| 1978 | Adiós, David                                                                                     | Sí       | Sí        | Sí        |        |     |
| 1984 | El Eterno Retorno: Testimonio de los Indios Kikapú                                               | Sí       | Sí        | Sí        |        |     |
| 1988 | Historias de Ciudad, episodi Viajeros                                                            | Sí       | Sí        |           |        |     |
| 1988 | El costo de la vida                                                                              | Sí       | Sí        | Sí        |        |     |
| 1992 | Justicia de nadie                                                                                | Sí       | Sí        |           |        |     |
| 1992 | El jefe de bigilancia                                                                            | Sí       | Sí        |           |        |     |
| 1993 | Ya la hicimos                                                                                    | Sí       |           |           |        |     |
| 1993 | Hoy no circula (lunes, jueves y viernes)                                                         | Sí       |           |           |        |     |
| 1993 | Una buena forma de morir                                                                         | Sí       |           |           |        |     |
| 1994 | Crimen perfecto                                                                                  | Sí       |           |           |        |     |
| 1995 | Embrujo de rock                                                                                  | Sí       |           |           | Sí     |     |
| 1996 | Cilantro y perejil                                                                               | Sí       |           |           |        |     |
| 2001 | Corazones rotos                                                                                  | Sí       | Sí        |           |        |     |
| 2002 | Dame tu cuerpo                                                                                   | Sí       |           |           |        |     |
| 2003 | No tuvo tiempo: La hurbanistoria de Rockdrigo                                                    | Sí       | Sí        |           |        |     |
| 2004 | Preguntas Sin Respuesta, Los Asesinatos y Desapariciones de Mujeres en Ciudad Juárez y Chihuahua | Sí       | Sí        | Sí        |        |     |
| 2008 | Un tigre en la cama                                                                              | Sí       |           |           |        |     |
| 2010 | La cama                                                                                          | Sí       | Sí        |           |        |     |
| 2011 | Los amorosos                                                                                     | Sí       | Sí        |           |        |     |
| 2012 | Fachon Models                                                                                    | Sí       |           |           |        |     |
| 2015 | Villa, itinerario de una pasión                                                                  | Sí       |           |           |        |     |

### Curtmetratges
| 1972 | Enamorado Fantástico de Plástico                                               | Sí | Sí | Sí |
| 1972 | Esperanza                                                                      | Sí |    | Sí |
| 1973 | La Libertad es un hombre Chiquito                                              | Sí | Sí | Sí |
| 1974 | Chuculucos y Arrumacos                                                         | Sí | Sí | Sí |
| 1975 | El Infierno Tan Temido (migmetratge)                                           | Sí | Sí |    |
| 1986 | Casas Grandes: Una Aproximación a la Gran Chichimeca (mediometraje documental) | Sí | Sí |    |
| 2004 | La Cadena de la Corrupción                                                     | Sí | Sí |    |
| 2007 | La Calle es de Todos                                                           | Sí | Sí |    |
| 2007 | Es Tiempo de Volver a la Escuela                                               | Sí | Sí |    |
| 2010 | Nuevo Juan del Grijalva                                                        | Sí | Sí |    |

## Reconeixements i guardons
| Any  | Pel·lícula                                                                                       | Premi                                                                  | Esdeveniment                                                                                             |
| ---- | ------------------------------------------------------------------------------------------------ | ---------------------------------------------------------------------- | --- |
| 1973 | Esperanza                                                                                        | Menció Per Realització                                                 | Tercer Concurs de Cinema Independent Premi Luis Buñuel                                                   |
| 1974 | Concha Sola                                                                                      | Millor Fotografia                                                      | Tercer Concurs de Cinema Súper 8 de la ANDA                                                              |
| 1979 | Adiós David                                                                                      | Esment per a Millor Òpera Prima                                        | Premi Ariel de la Acadèmia Mexicana d'Arts i Ciències Cinematogràfiques                                  |
| 1985 | El eterno retorno, testimonio de los indios Kikapú                                               | Esment Especial                                                        | Primer Festival Llatinoamericà de Pobles Indígenes                                                       |
| 1986 | El eterno retorno, testimonio de los indios Kikapú                                               | Nominació per a la Millor edició                                       | Premi Ariel de la Acadèmia Mexicana d'Arts i Ciències Cinematogràfiques                                  |
| 1987 | El costo de la vida                                                                              | Menció honorífica al Guió                                              | Primer Concurs Nacional per a Escriptors de Cinema de Televicine                                         |
| 1987 | El eterno retorno, testimonio de los indios Kikapú                                               | Menció honorífica                                                      | Quart Festival de Cinema i Vídeo Científic de la Associació Mexicana de Recursos Audiovisuals Científics |
| 1989 | El costo de la vida                                                                              | Nominacions per a Òpera Primera i Millor Història Escrita per a Cinema | Diosa de Plata de Periodistes Cinematogràfics de Mèxic                                                   |
| 1989 | Casas Grandes, una aproximación a la Gran Chichimeca                                             | Ariel al Millor Mediometraje Documental                                | Premi Ariel de la Acadèmia Mexicana d'Arts i Ciències Cinematogràfiques                                  |
| 1994 | Guió Refuego                                                                                     | Menció honorífica                                                      | Primer Concurs de Guió Policíac de la SOGEM i la PJDF                                                    |
| 1997 | Cilantro y perejil                                                                               | Ariel a la Millor Pel·lícula i al Millor Director                      | Premi Ariel de la Acadèmia Mexicana d'Arts i Ciències Cinematogràfiques                                  |
| 1997 | Cilantro y perejil                                                                               | La Taquilla d'Or                                                       | Cambra Nacional de la Indústria Cinematogràfica                                                          |
| 1998 | Cilantro y perejil                                                                               | Panambí a la Millor Pel·lícula                                         | Novè Festival Cinematogràfic Internacional d'Asunción, Paraguai                                          |
| 2005 | Preguntas sin respuesta, los asesinatos y fesapariciones de mujeres en Ciudad Juárez y Chihuahua | Millor Documental                                                      | Binational Independent Film Festival, El Pas, Texas                                                      |
| 2005 | Preguntas sin respuesta, los asesinatos y fesapariciones de mujeres en Ciudad Juárez y Chihuahua | Millor Documental, Millor Director, Millor Guió, Millor Edició         | Pantalla de Cristal Film Festival                                                                        |
| 2006 | Preguntas sin respuesta, los asesinatos y fesapariciones de mujeres en Ciudad Juárez y Chihuahua | Bronze Remi Award                                                      | Houston International Film Festival                                                                      |
| 2006 | Preguntas sin respuesta, los asesinatos y fesapariciones de mujeres en Ciudad Juárez y Chihuahua | Premi Vídeo Amèrica                                                    | Festival de Cinema Llatinoamericà de Trieste Itàlia                                                      |